# Alifushi-Atoll
Das Alifushi-Atoll (Dhivehi އަލިފުށި) ist ein sehr kleines natürliches Atoll der Malediven im Norden des Verwaltungsdistrikts Raa. Es wird nach dem britischen Marineoffizier Lieutenant F. T. Powell auch als Powell Islands bezeichnet und umfasst lediglich die beiden Inseln Alifushi (58,3 ha) und Ethigili (11,0 Hektar). Die Einwohnerzahl beträgt 1.804 (Stand: Zensus 2014). Die Volkszählung 2006 hatte 1.974 Einwohner ergeben.
Das Atoll ist in West-Ost-Richtung knapp 3 km breit und in Nord-Süd-Richtung etwa 1,3 km lang. Die Entfernung zur Hauptstadt Malé beträgt ungefähr 210 km.
Bewohnt ist lediglich die den Osten des Atolls umfassende Hauptinsel Alifushi. Diese ist mit 1000 × 800 Meter für maledivische Verhältnisse relativ groß und besaß beim Zensus 2006 knapp 2000 Bewohner. Die Insel ist für ihre Zimmerer und Bootsbauer berühmt; diese haben den Ruf, die besten des Landes zu sein. In den 1980er-Jahren wurde von der Regierung daher eine neue Bootswerft auf der Insel errichtet. Hier wurden die modernen dieselmotorgetriebenen Dhonis entwickelt, die längere Zeit von den Einheimischen misstrauisch beäugt wurden, inzwischen aber im ganzen Land nicht mehr wegzudenken sind.
Die zweite Insel, Etingili (auch Etthingili), befindet sich im Nordwesten des Atolls, ist wesentlich kleiner und unbewohnt.
Das Alifushi-Atoll bildet gemeinsam mit dem etwa fünf Kilometer südlich gelegenen Nord-Maalhosmadulu-Atoll das Verwaltungsatoll (Verwaltungsgebiet) Maalhosmadulu Uthuruburi, mit der Thaana-Kurzbezeichnung ރ (Raa).